# شامقلوي سفلي
شامقلوي سفلي هي قرية في مقاطعة مرند، إيران. عدد سكان هذه القرية هو 40 في سنة 2006.